# Gnoma sublaevifrons
Gnoma sublaevifrons là một loài bọ cánh cứng trong họ Cerambycidae.